# Bucerdea Grânoasă, Alba
Bucerdea Grânoasă (în germană Botschard, Bothard, în maghiară Búzásbocsárd) este satul de reședință al comunei cu același nume din județul Alba, Transilvania, România.

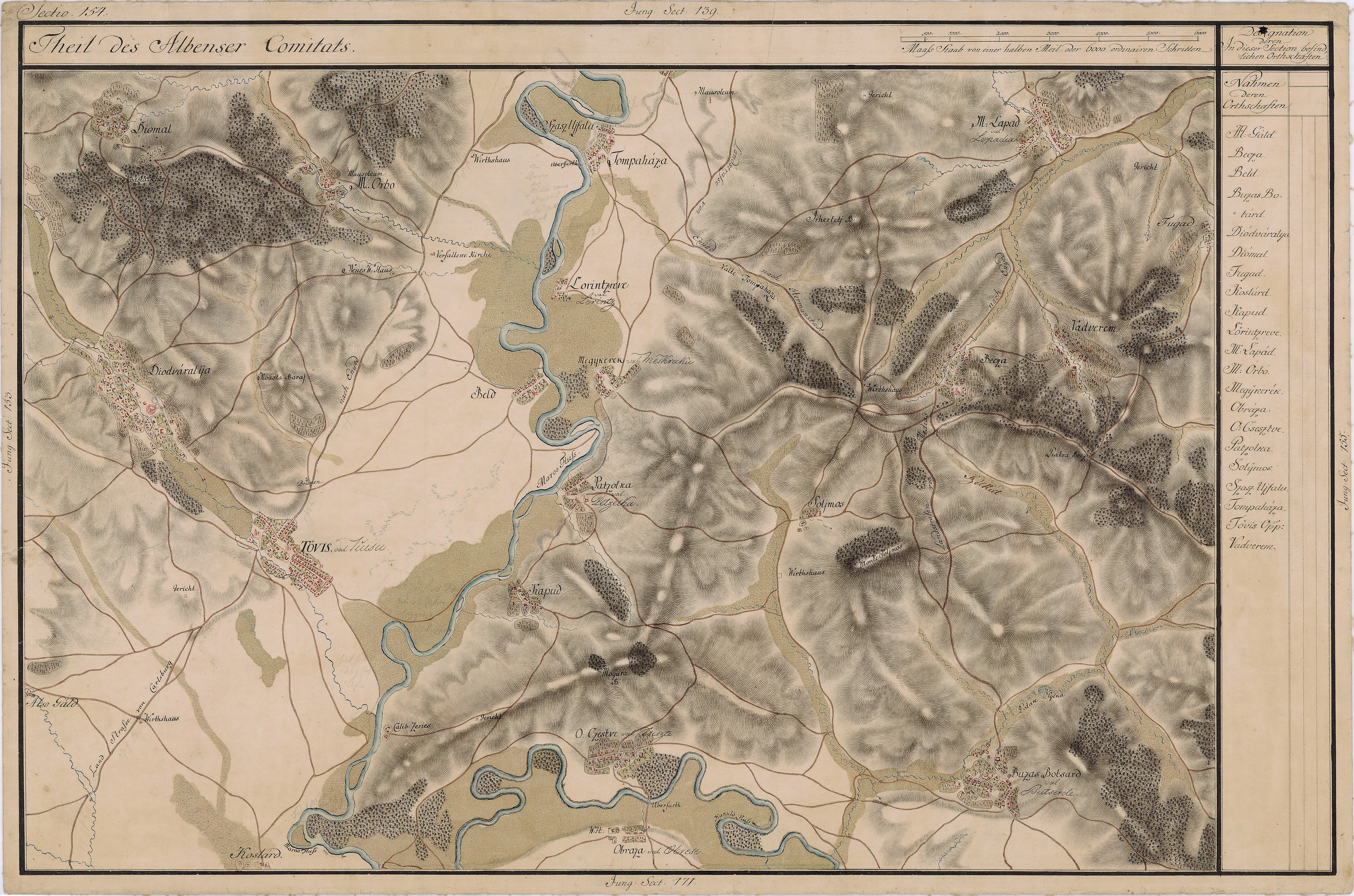
Bucerdea Grânoasă pe Harta Iosefină a Transilvaniei, 1769–1773

## Istoric
Prima atestare al localității datează din anul 1303. 
Denumirea acesteia a fost dată după producția deosebit de bogată de grâne (cereale).

## Date geologice
În perimetrul acestei localități s-a pus în evidență prezența unui masiv de sare gemă și a unor izvoare sărate.

## Lăcașuri de cult
- Biserica Reformată-Calvină, din secolul al XVI-lea, întregită cu un turn acoperit cu șindrilă în anul 1868.

## Personalități
- Ioan Maiorescu, născut Trifu, (1811-1864), cărturar transilvănean, director al Școlii Centrale din Craiova, tatăl lui Titu Maiorescu.

## Galerie de imagini

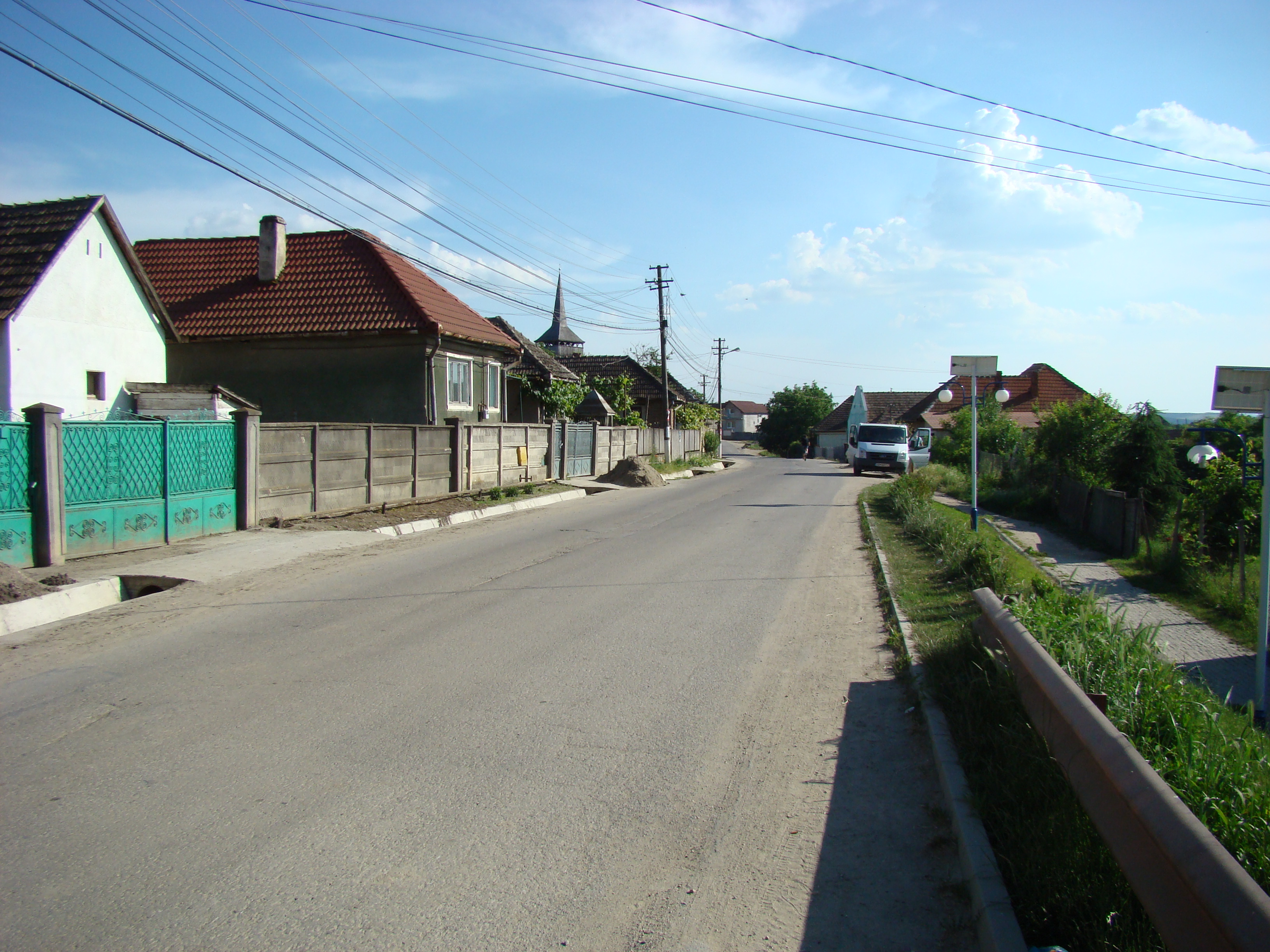
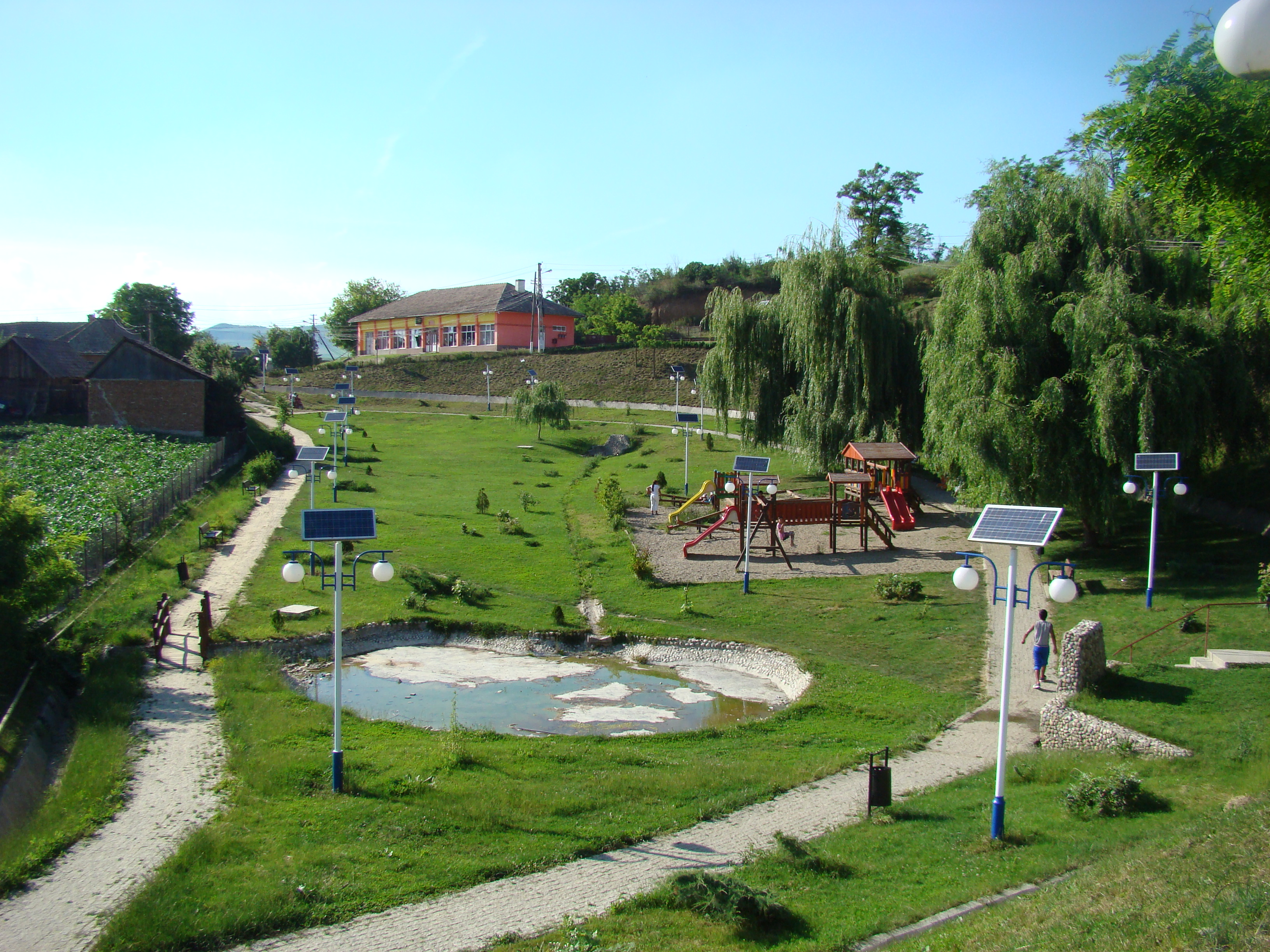
Parcul
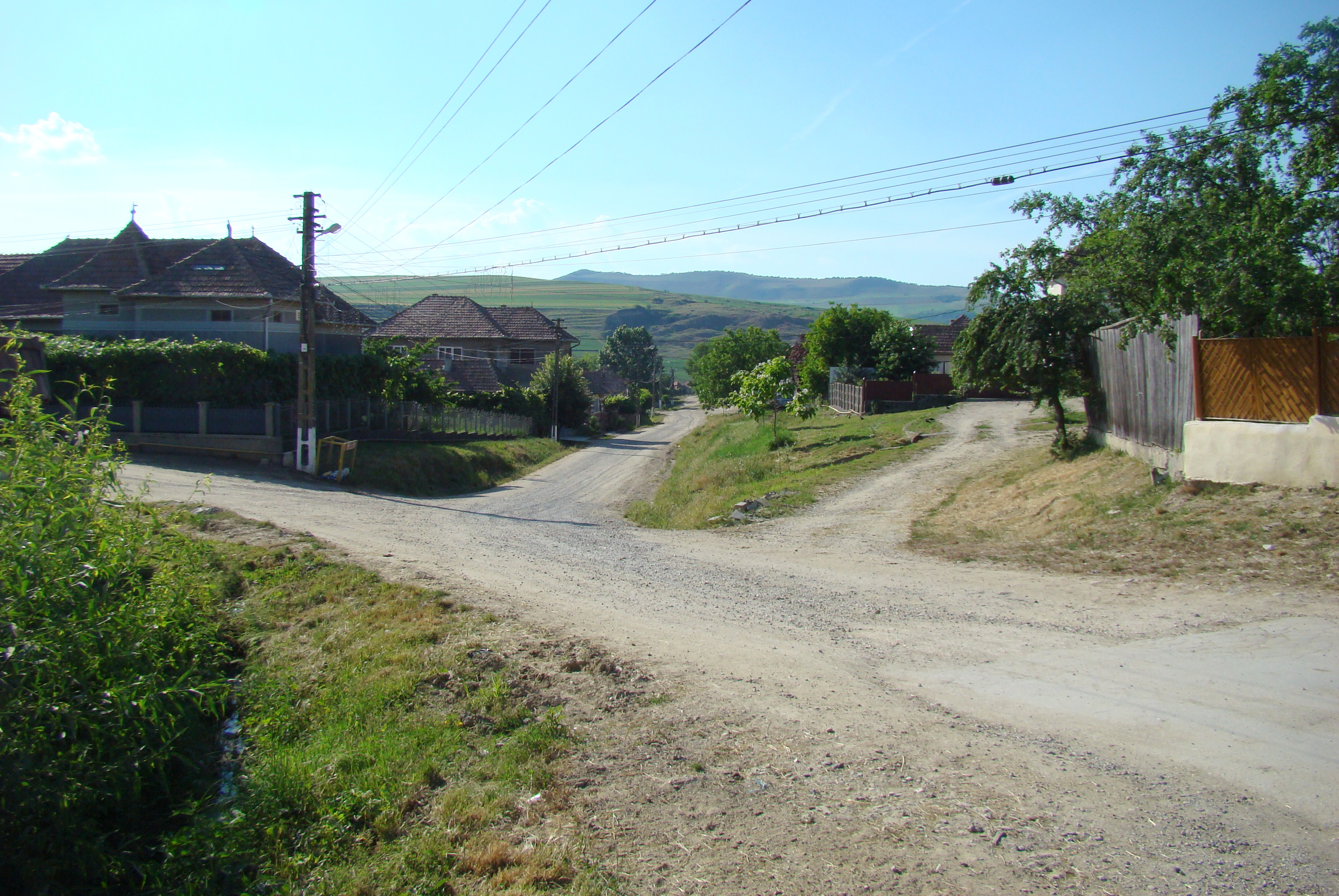
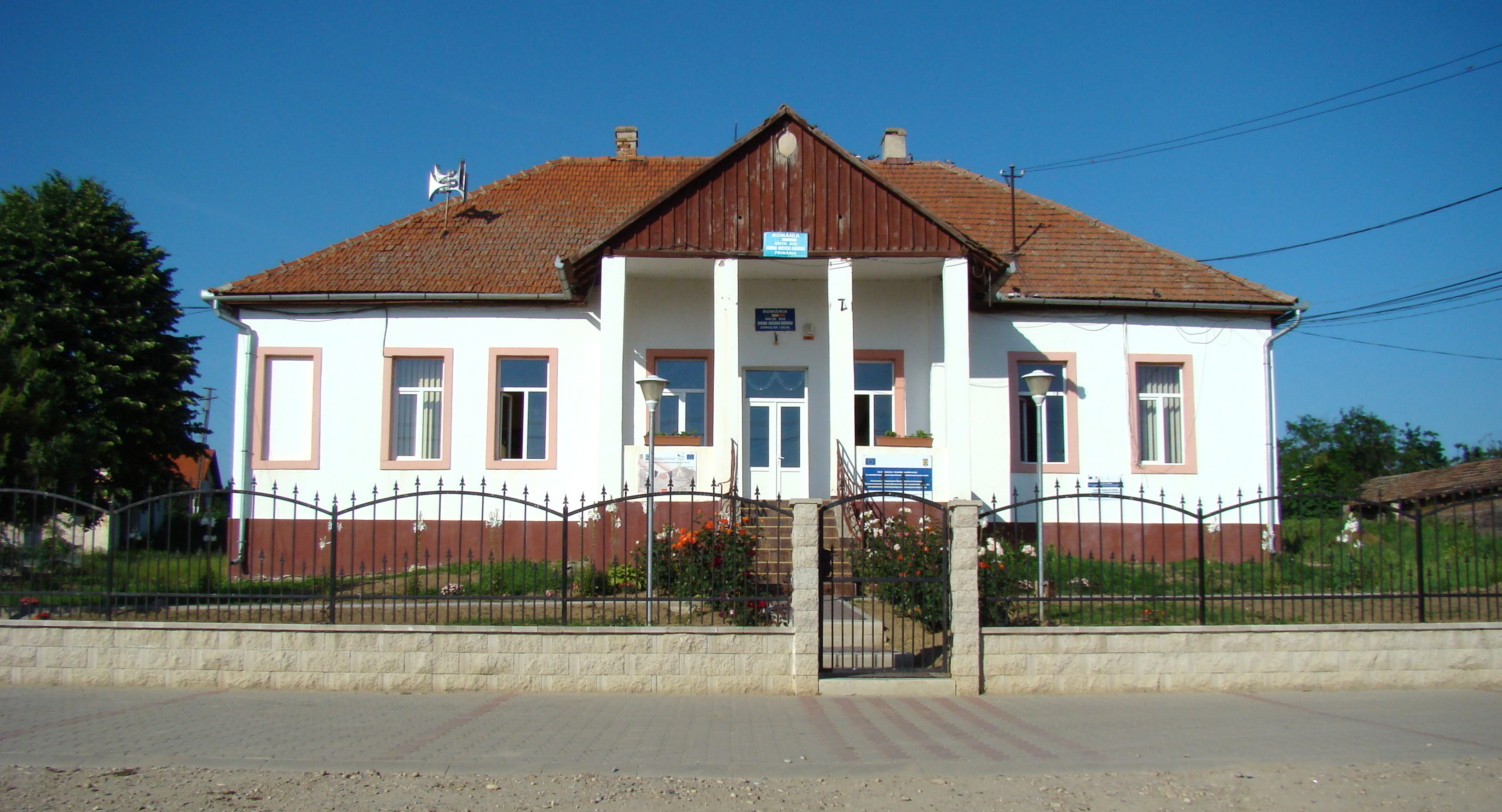
Primăria
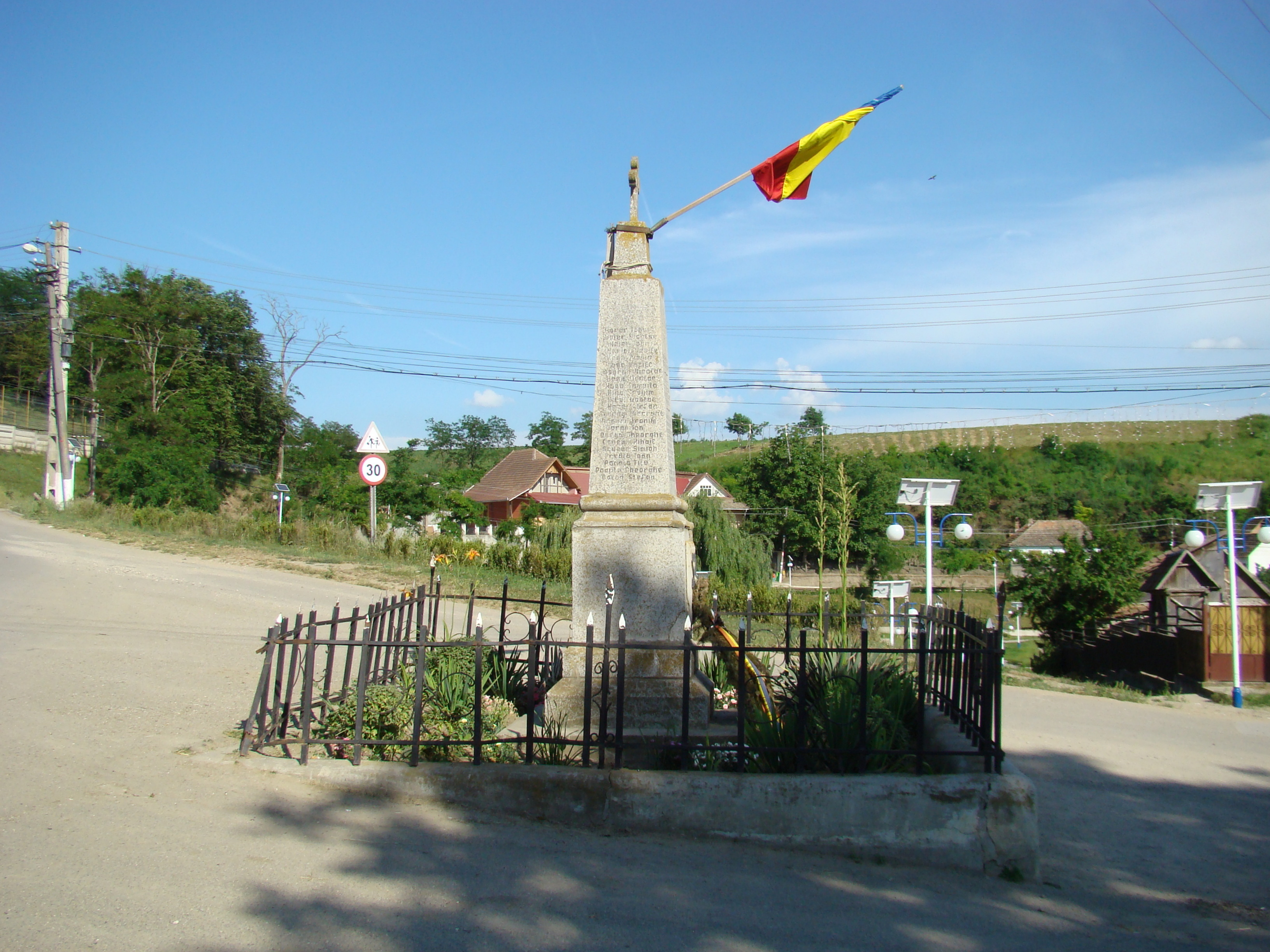
Monumentul Eroilor
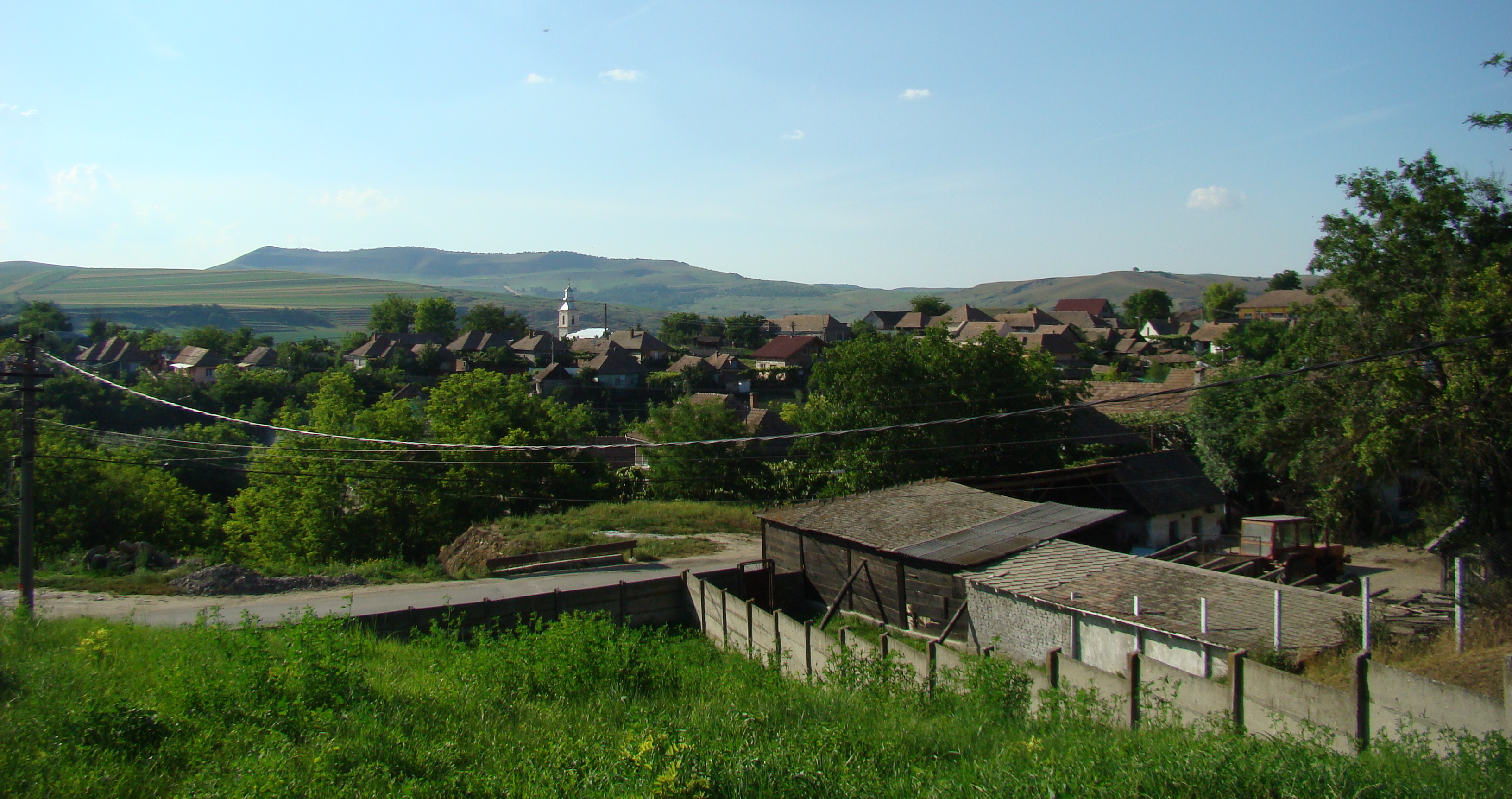
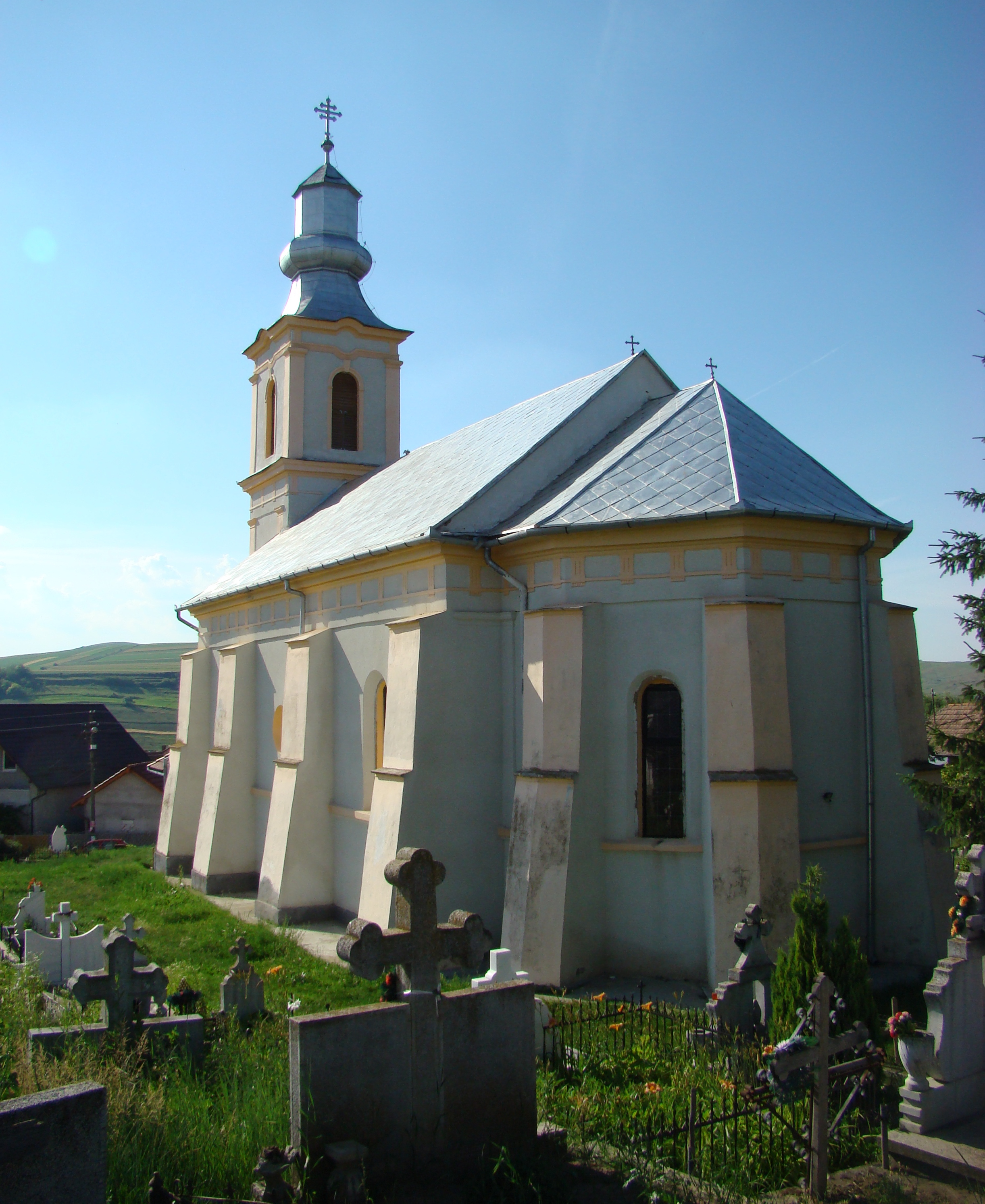
Biserica „Cuvioasa Paraschiva”
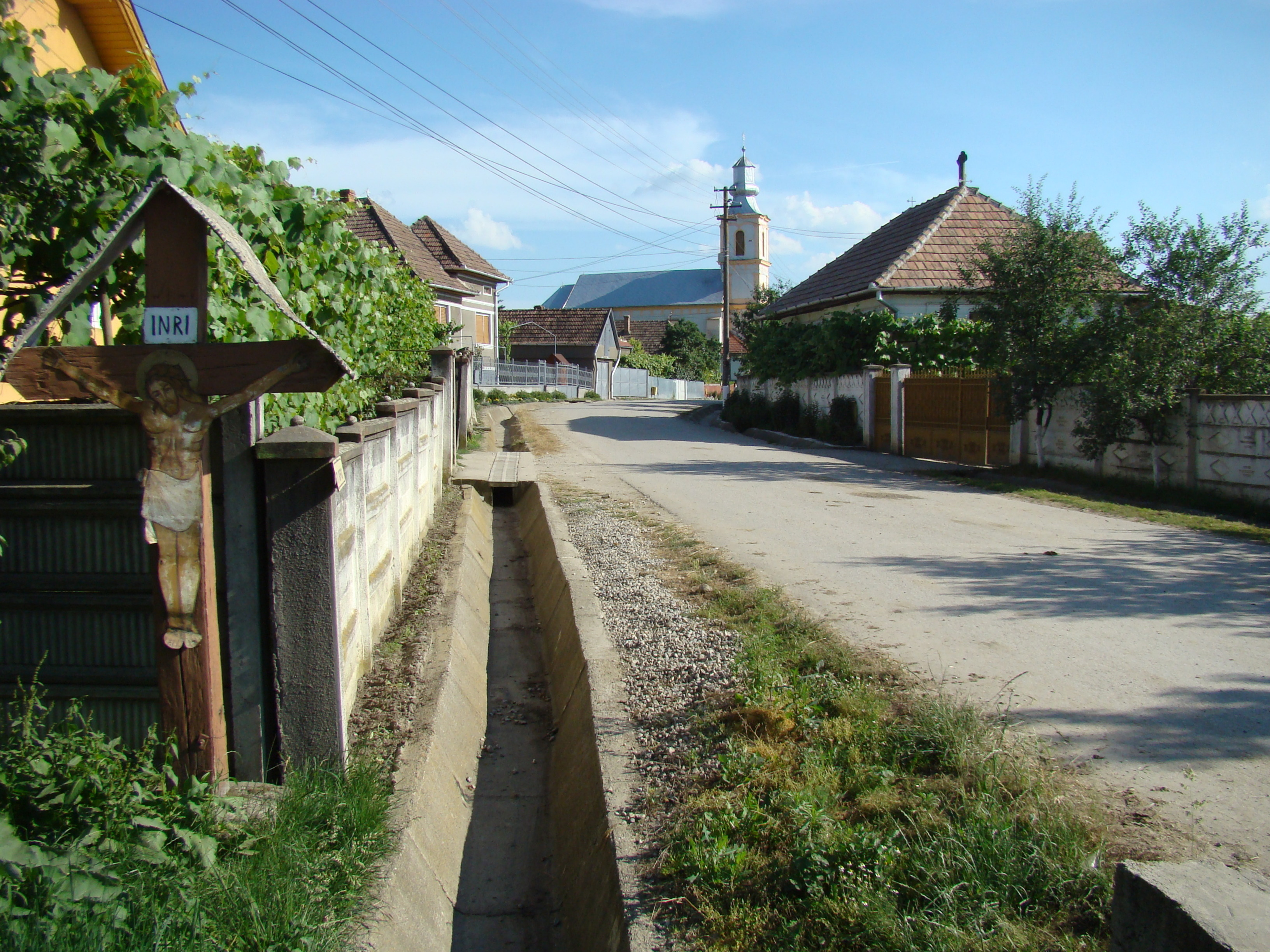